# Petre Barbu
Petre Barbu (n. 20 iulie 1962, Galați) este un scriitor român.

## Biografie
Petre Barbu a absolvit Facultatea de Mecanică Galați. Din anul 1992 pana în 2007 a fost redactor la revista „Capital”. Din 2007 pana în 2009, a lucrat ca senior editor la ziarul Adevărul, iar din 2009 este senior editor la revista de business-life, FORBES ROMANIA. A publicat povestiri în revistele „Amfiteatru”, „Echinox”, „Luceafărul” (serie nouă), „Convorbiri literare”, „România literară”, „Contrapunct”, „Agora” (SUA), „Familia”.

### Debut
A debutat editorial cu volumul de povestiri “Tricoul portocaliu fără număr de concurs”, Editura Cartea Românească, 1993.

### Activitate literară și opera
În anul 1994, a beneficiat de o bursă literară SOROS pentru a scrie romanul „Dumnezeu binecuvânteaza America”, care a apărut în 1995. Cu acest roman câstigă concursul de debut (la secțiunea roman) al Editurii Nemira. Dramatizarea romanului a câștigat Premiul I la concursul de dramaturgie „Camil Petrescu” organizat de Ministerul Culturii, ediția 1997. Tot în anul 1997, la Festivalul Internațional de Teatru de la Sibiu, aceeasi piesă participă la secțiunea „spectacole-lectură”, fiind publicată în antologia pieselor prezentate la festival. Piesa „Dumnezeu binecuvântează America” este montată la Theatrum Mundi din București în regia lui Atila Vizauer, în februarie 1999.
Piesa „La stânga tatălui” este nominalizată la concursul de dramaturgie „Cea mai bună piesă a anului 1999” organizat de UNITER. „La stânga tatălui” este selecționată la concursul Dramafest.
Piesa „Tatăl nostru care ești în supermarket” este desemnată drept cea mai bună piesă a anului de către juriul UNITER în 2003.
Piesa „Masa puterilor noastre” este desemnată drept cea mai bună piesă a anului de către juriul UNITER în anul 2016.
Piesa "Delegatul" este nominalizată la concursul de dramaturgie "Cea mai bună piesă a anului 2017", organizat de UNITER. 
Monodrama „Sufletul pereche” a câștigat Premiul I la concursul de Dramaturgie - Monodrama 2020 Arhivat în 28 februarie 2021, la Wayback Machine., Teatrul Municipal Bacău. 
Monodrama „Sufletul pereche” a fost montată într-un spectacol radiofonic la Societatea Română de Radiodifuziune, producție 2020, în regia lui Attila Vizauer și interpretarea actorului Dan Tudor.  
Premiul revistei „Argeș” pentru proză, anul 2024.   
Romanul „Vremea tatălui” a primit Premiul Cartea Anului 2022, oferit de Filiala București Proză a Uniunii Scriitorilor din România.
Romanul „Vremea tatălui” a câștigat Premiul „Mihai Giugariu” pentru Cartea Discretă a Anului, ediția 2023, organizat de Asociația Română a Creatorilor Culturali și Artiștilor. 
Cărți publicate:
- „Ultima tresărire a submarinului legionar”, 1998, Editura Nemira
- „Blazare”, 2005, Editura Polirom, prefațat de Sanda Cordoș.
- „Până la capătul liniei”, 2012, Editura Cartea Românească[4]
- ,, Primul an de publicitate'' 2013, Editura Tandem Media
- „Marea petrecere”, 2014, Editura Cartea Românească
- „Dumnezeu binecuvântează America”, ediția a II-a, 2016, Editura Tandem Media
- „Cățărarea în cer”, 2017, Editura Cartea Românească
- "Primul an de marketing", 2019, Editura Integral
- „Puterea a șasea”, 2020, Editura Integral
- „Delegatul lui Petre”, 2021, Editura Integral
- „Vremea tatălui”, 2022, Editura Polirom
- „Marea petrecere”, 2025, Editura Cartier
- „Toți bărbații din viața mea”, 2025, Editura Polirom

## Cărți electronice
- 2006 – Tatăl nostru care ești în supermarket la Editura Liternet
- 2019 - Delegatul la Editura Liternet